# 백은경
백은경(1992년 1월 16일 ~ )은 대한민국의 배우이다.

## 학력
- 한양여자대학교 뮤지컬과

## 출연작

### 영화
- 《반가운 살인자》 (2010년) - 날라리 2 역

### 드라마
- 《안단테》 (KBS1, 2017년) - 김지혜 역
- 《란제리 소녀시대》 (KBS2, 2017년) - 전현희 역
- 《디어 마이 프렌즈》 (tvN, 2016년) - 혜미 역
- 《마을 - 아치아라의 비밀》 (SBS, 2015년) - 정선화 역
- 《전설의 마녀》 (MBC, 2014년~2015년) - 보육원 선생님 역
- 《하이스쿨 러브온》 (KBS2, 2014년) - 이유정 역
- 《로맨스가 필요해 2012》 (tvN, 2012년) - 마트 직원 역
- 《하이킥! 짧은 다리의 역습》 (MBC, 2011년) - 반장 역
- 《미쓰 아줌마》 (SBS, 2011년) - 소현 역
- 《호박꽃 순정》 (SBS, 2010년) - 최성자 역
- 《역전의 여왕》 (MBC, 2010년) - 은영 역
- 《검사 프린세스》 (SBS, 2010년) - 마혜리와 같은 반 학생 역
- 《맨땅에 헤딩》 (MBC, 2009년) - 아름 역
- 《크리스마스에 눈이 올까요?》 (SBS, 2009년) - 희영 역